# السعودية في الألعاب الآسيوية 2010
 شاركت المملكة العربية السعودية في دورة الألعاب الآسيوية لعام 2010 التي أقيمت في قوانغتشو في الفترة من 12 نوفمبر إلى 27 نوفمبر 2010. احتلت السعودية المرتبة ال13 برصيد 13 ميدالية (5 ذهبية و3 فضية و5 برونزية) في هذه النسخة من دورة الألعاب الاسيوية.

## الميداليات
| الميدالية | الاسم                                                                                | الرياضة     | المسابقة                          | التاريخ   | مرجع  |
| --------- | ------------------------------------------------------------------------------------ | ----------- | --------------------------------- | --------- | ----- |
| ذهبية     | رمزي الدهامي خالد العيد الأميرعبد الله بن متعب بن عبد الله آل سعود عبد الله الشربتلي | الفروسية    | القفز على الحواجز (جماعي)         | 22 نوفمبر |       |
| ذهبية     | محمد شاوين                                                                           | ألعاب القوى | رجال 1500 متر                     | 23 نوفمبر |       |
| ذهبية     | سلطان الحبشي                                                                         | ألعاب القوى | رجال رمي الكرة                    | 26 نوفمبر |       |
| ذهبية     | منتخب السعودية (إسماعيل الصبياني، محمد الصالحي، حامد البيشي، يوسف مسرحي)             | ألعاب القوى | رجال 4 × 400 متر تناوب            | 26 نوفمبر |       |
| ذهبية     | رمزي الدهامي                                                                         | الفروسية    | القفز على الحواجز (فردي)          | 24 نوفمبر |       |
| فضية      | ياسر النشري                                                                          | ألعاب القوى | رجال 100 متر                      | 22 نوفمبر |       |
| فضية      | بندر يحيى شراهيلي                                                                    | ألعاب القوى | رجال 400 متر حواجز                | 25 نوفمبر |       |
| فضية      | عماد المالكي                                                                         | الكاراتيه   | -55 كلغ رجال                      | 24 نوفمبر |       |
| برونزية   | يوسف مسرحي                                                                           | ألعاب القوى | رجال 400 متر                      | 22 نوفمبر | [ 3 ] |
| برونزية   | علي أحمد العمري                                                                      | ألعاب القوى | رجال 3000 متر سباق الحواجز للخيول | 23 نوفمبر |       |
| برونزية   | حسين السبع                                                                           | ألعاب القوى | رجال قفز طويل                     | 24 نوفمبر |       |
| برونزية   | فهاد الختيمي                                                                         | الكاراتيه   | -67 كلغ رجال                      | 25 نوفمبر |       |
| برونزية   | خالد العيد                                                                           | الفروسية    | القفز على الحواجز (فردي)          | 24 نوفمبر |       |